# Madeleine Ngono Mani
Madeleine Michèle Ngono Mani (16 de outubro de 1983) é uma futebolista camaronesa que atua como atacante.

## Carreira
Madeleine Ngono Mani integrou elenco da Seleção Camaronesa de Futebol Feminino, nas Olimpíadas de 2012. 